# Serkan Aykut
Serkan Aykut (* 24. února 1975, Ankara) je bývalý turecký fotbalový útočník a reprezentant, na svém kontě má jeden start za turecký národní tým. Se 188 ligovými góly je členem klubu 100'LER KULÜBÜ sdružujícího fotbalisty se 100 a více nastřílenými brankami v turecké nejvyšší lize.

## Klubová kariéra
Téměř celou svou kariéru strávil v Samsunsporu. V sezóně 1999/2000 se stal v dresu tohoto klubu s 30 vstřelenými brankami nejlepším střelcem turecké nejvyšší fotbalové ligy.
Od léta 2000 do léta 2002 pak působil v Galatasaray SK, s nímž vyhrál Superpohár UEFA 2000 a nejvyšší tureckou ligu (v sezóně 2001/02).
V létě 2002 se vrátil do Samsunsporu, kde na začátku roku 2009 ukončil kariéru.

## Reprezentační kariéra
V letech 1994–1997 hrál za tureckou jedenadvacítku.
V A-týmu Turecka debutoval 12. 2. 1997 v přátelském utkání proti týmu Finska (remíza 1:1). Byl to jeho jediný start za turecký národní tým.